# Jonas Ahlstrand
Jonas Ahlstrand (* 16. Februar 1990 in Västerås) ist ein schwedischer Straßenradrennfahrer.

## Karriere
Jonas Ahlstrand wurde 2008 in der Juniorenklasse schwedischer Meister im Straßenrennen. Außerdem belegte er den zweiten Platz in der Juniorenaustragung des Ringerike Grand Prix. Im nächsten Jahr konnte er die Falkenloppet für sich entscheiden. In der Saison 2010 fuhr Ahlstrand für das Team Cykelcity. Dort gewann er den Skånes Grand Prix und die Gesamtwertungen beim Skånska Grand Prix Veckan sowie bei der Scandinavian Week. Beim Univest Grand Prix gewann Ahlstrand die erste Etappe und konnte so auch die Gesamtwertung für sich entscheiden. 2014 gewann er das Eintagesrennen Östgötaloppet. 2017 siegte er im Rennen Tartu Rattaralli.

## Erfolge
2008
- Schwedischer Meister – Straßenrennen (Junioren)

2010
- eine Etappe und Gesamtwertung Univest Grand Prix

2012
- Scandinavian Race Uppsala
- eine Etappe Tour of Norway

2014
- eine Etappe Circuit Cycliste Sarthe
- eine Etappe Tour of Alberta

2015
- eine Etappe Quatre Jours de Dunkerque
- eine Etappe Tour de l’Eurométropole

## Teams
- 2011 Team Cykelcity
- 2012 Team Cykelcity.se
- 2012 Team Argos-Shimano (Stagiaire)
- 2013 Team Argos-Shimano
- 2014 Team Giant-Shimano
- 2015 Cofidis, Solutions Crédits
- 2016 Cofidis, Solutions Crédits